# سلطان بن محسن آل معمر
الأمير سلطان بن محسن آل معمر هو الأمير الثامن عشر لإمارة العيينة وآخر أمرائها المعروفين من آل معمر، وقد كان هاجر أيام الأمير الأمير عثمان آل معمر مع إخوته لمعارضتهم له ودعمهم للشيخ محمد بن عبد الوهاب في سنة 1157 للهجرة، وقد عين أميراً عليها في سنة 1173 للهجرة ولا تُعرف مدة حكمه ولا كيف انتهت إمارته ولا من خلفه.